# Kheer
Kheer é um arroz-doce da culinária típica do Subcontinente Indiano, feito de arroz cozido,trigo, polvilho, ou vermicelli com leite e açúcar; ele é aromatizado com cardamomo, passas, açafrão, castanha de caju, pistache ou amêndoas. Geralmente o kheer é servido durante uma refeição, ou como uma sobremesa. Ele também é conhecido em algumas regiões como ramzan kheer, payasam, payasa, phirni, gil-e-firdaus e fereni.

## Variações regionais

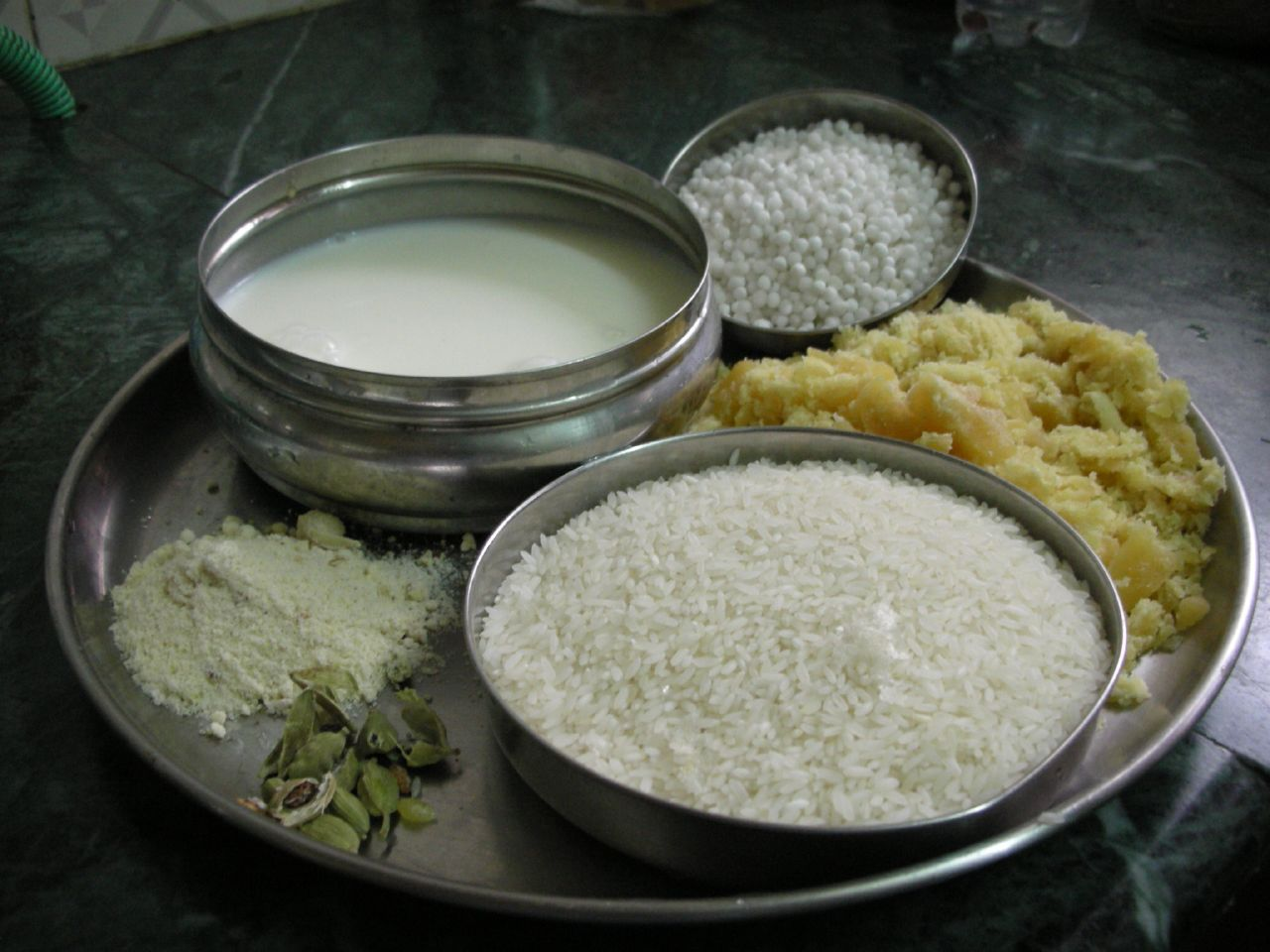
Ingredientes para o kheer

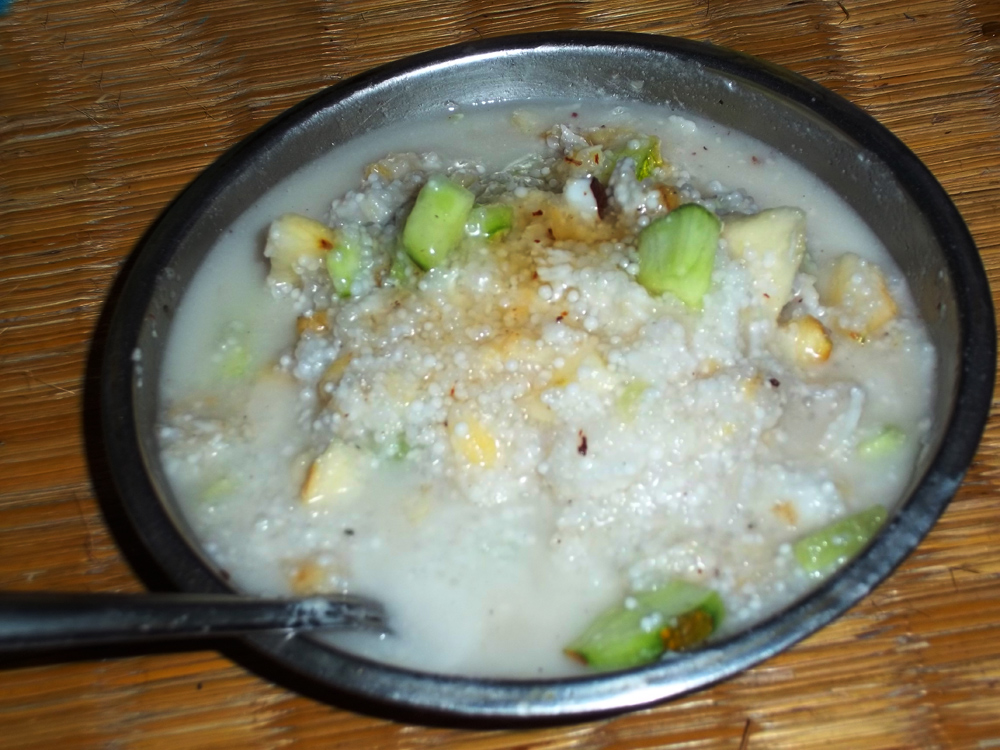
Sagukhiri, um khiri feito em Orissa.

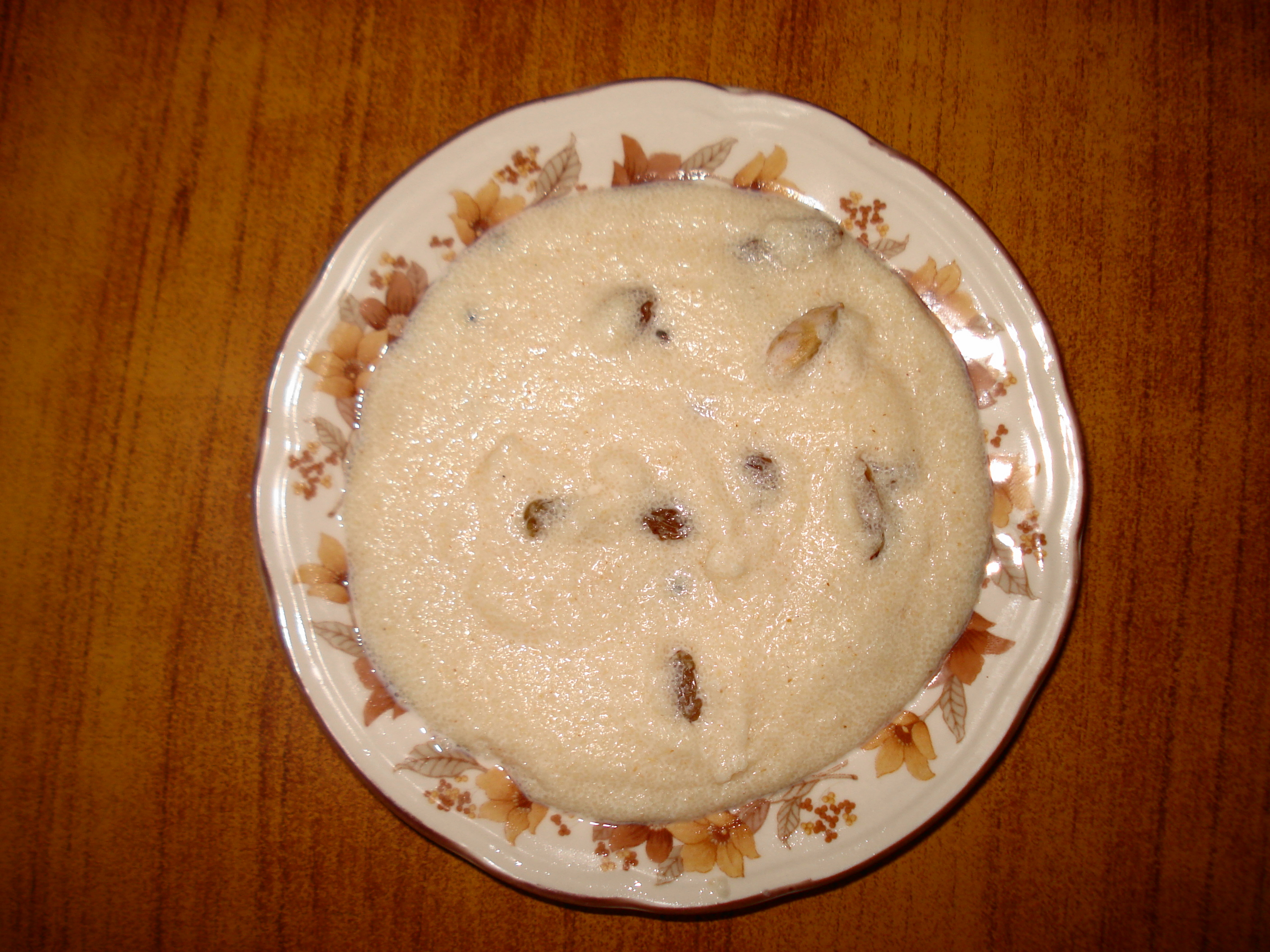
Kheer feito de semolina (suji)

Kheer é preparado em festas, templos, e em qualquer tipo de ocasião especial; o prato é muito pesado para ser comido diariamente. Ele é preparado com leite, arroz, ghi, açúcar branco ou rapadura, e khoya. Algumas versões também adicionam um pouco de creme de leite, para um sabor mais rico. Muitas vezes é enfeitado com amêndoas, castanha de caju, uvas passas e pistache. Há uma versão mais popular do kheer no norte da Índia,  que é preparado durante as festas em Varanasi; nela se usa apenas leite, arroz, ghi, açúcar, cardamomo, frutas secas, e kesar (açafrão e leite). É um prato obrigatório em muitas festas e celebrações Hindus.
Ainda que na maioria das vezes o prato seja feito com arroz, ele também pode ser feito com outros ingredientes, como o vermicelli, um tipo de massa alimentícia extremamente fino.

### Leste Indiano
A origem da versão Odia do arroz kheer é colocada na cidade de Puri, Orissa, em aproximadamente  2.000 anos atrás. Ele é cozido até hoje nos templos da região. Embora o açúcar branco seja o tipo mais comumente usado, a adição de gur (açúcar mascavo) como adoçante faz parte de uma variação preparada em Orissa.
Em Bengala, ele é chamado de payas ou payesh. Ele é considerado um alimento auspicioso, e costuma ser associado com o annaprashana (desmame ritual de um bebê) e festas de aniversário. Ele é chamado de kheer em Bengali se o leite é usado em uma quantidade significantemente maior do que o arroz. Em Bangladesh e na Bengala Ocidental, o payesh é preparado com pandan (planta típica da região), arroz glutinoso, vermicelli, semolina e leite de coco, e o resultado é uma sobremesa mais pegajosa e cremosa.
Em Assam, ele é chamado de payoxh e, além das frutas secas, cerejas são adicionadas para dar uma leve coloração rosada à comida. Às vezes, o arroz pode ser substituído por sagu. 
Em Bihar, ele é chamado de chawal ki kheer. Uma sobremesa muito popular, essa versão leva nata e açafrão. Outra variedade deste kheer, chamada de gur ki heer ou rasiya, é adoçada com rapadura; assim, o produto resultante tem uma cor amarronzada e um gosto suave e adocicado.

### Sul indiano

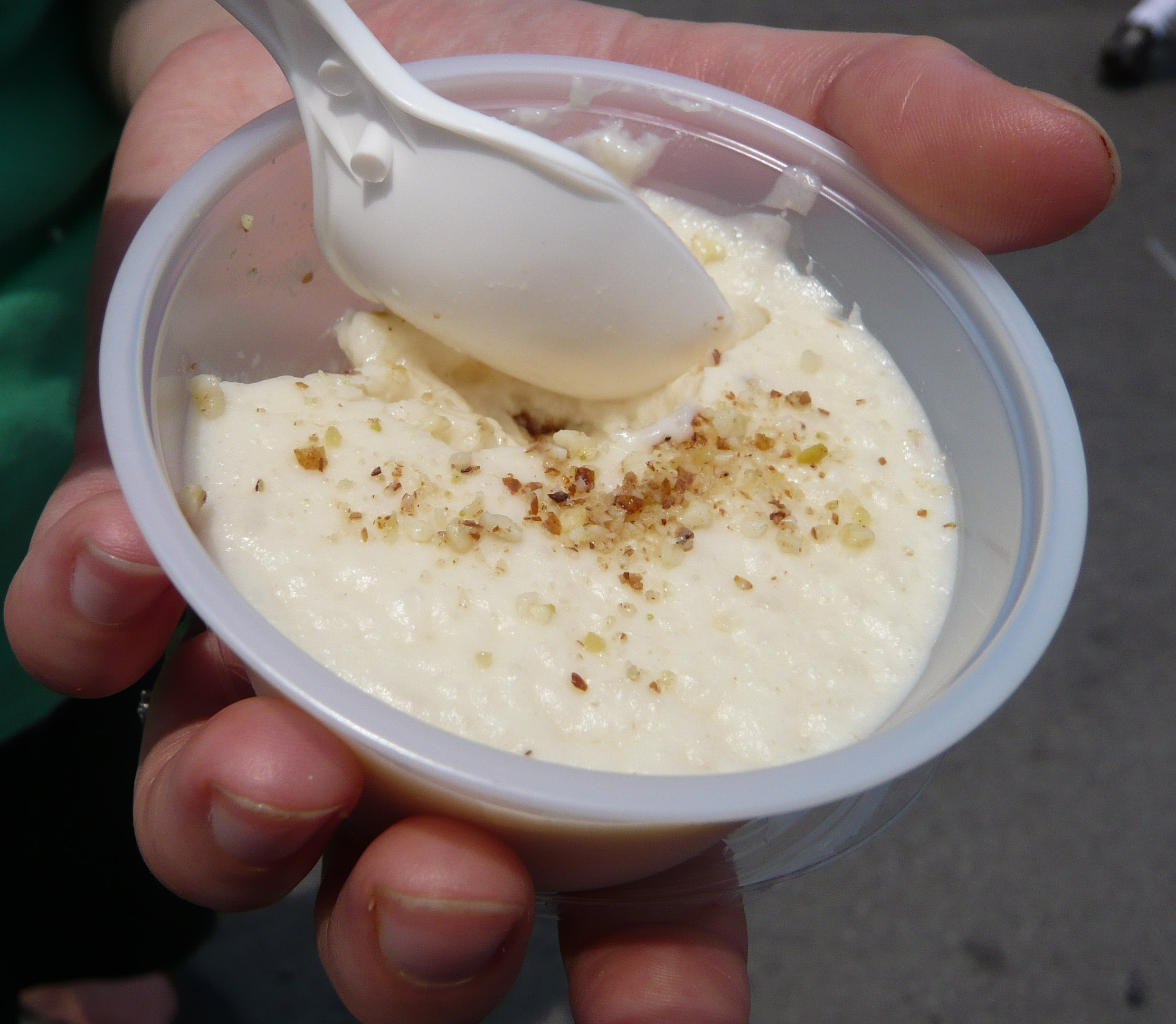
Kheer, servido frio.

Em uma refeição no sul da Índia, o payasam (nome local para a sobremesa) é servido em primeiro lugar, antes de qualquer outro prato, em qualquer ocasião formal ou auspiciosa. Ele também é servido após o rasam (espécie de sopa de arroz), enquanto o arroz com leitelho é o último item da refeição.
A versão de Hyderabad, também na Índia, é chamada de gil-e-firdaus, e é bastante popular na região. Ele é um kheer de textura grossa, feito com leite e cabaça. A tradução literal do nome significa "a argila do paraíso".
Payasam é servido como uma oferenda para os deuses em templos hindus no sul da Índia e no sul Asiático, durante rituais e cerimônias.

### Ásia

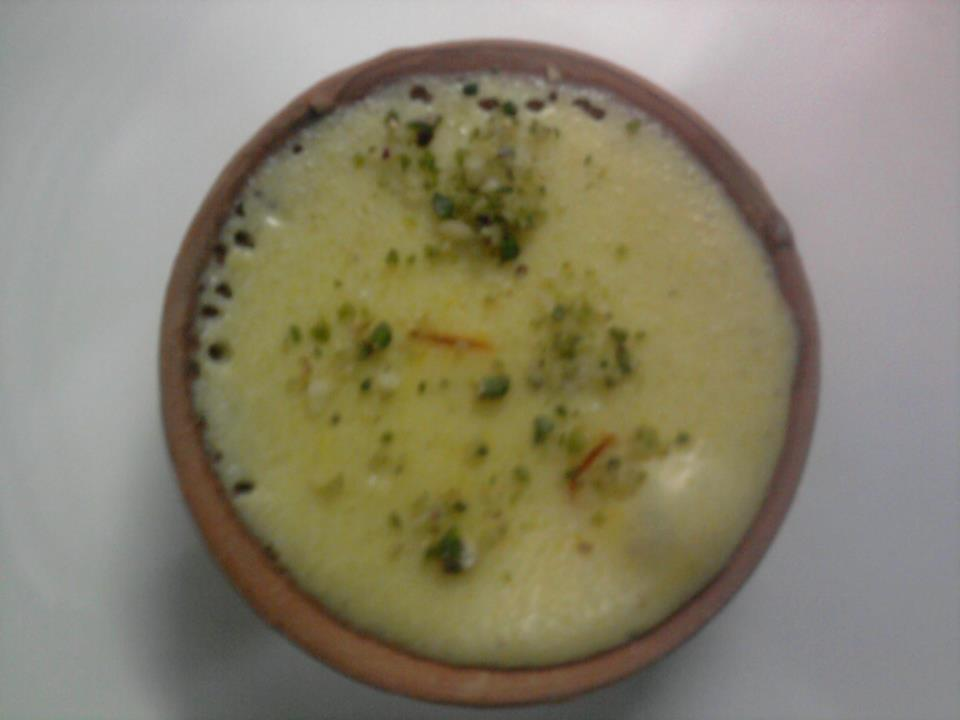
Firni ou phirni, também conhecido como "arroz doce indiano", é deixado descansar em um prato de barro, e decorado com açafrão, amêndoas e pistaches.

O prato também é consumido durante o Ramadã e preparado para as festas de casamentos Muçulmanos e festivais, como o Eid ul-Fitr e Eid-ul-Adha. Uma sobremesa semelhante, conhecida como firni, é comum entre as comunidades muçulmanas da Índia, Bangladesh, Paquistão e Afeganistão. 